# Precordial catch syndrome
Precordial catch syndrom (PCS) eller Texidor's Twinge eller "Krimpin" är en plötslig skarp smärta i bröstet som ofta känns just framför hjärtat. Svensk benämning saknas. Precordial relaterar till prekordiet, dvs den delen av bröstkorgen som sitter framför hjärtat.
PCS kan kännas som ett plötsligt skarpt hugg, ett stick eller en strömstöt i hjärtat eller i bröstkorgen runt hjärtat och mellangärdet. Smärtan varar ofta bara i några sekunder men kan hålla vid i flera minuter och i sällsynta fall timmar. Att försöka ta ett djupt andetag kan göra väldigt ont. Att ändå ta ett djupt andetag, kan leda till att det "poppar till", och att smärtan försvinner. Att tömma lungorna helt och att luta sig fram kan annars avhjälpa smärtan.
Smärtan vid PCS kommer inte från hjärtat, utan från muskler och vävnad i bröstkorgen framför hjärtat. Syndromet är helt ofarligt, och att ha detta i åtanke kan göra upplevelsen mindre plågsam.
Ångest, stress och vätskebrist tros vara bidragande orsaker, men det tycks inte finnas någon känd huvudorsak. Smärtan uppstår ofta då personen är i vila. Det är vanligast bland barn, ungdomar och unga vuxna och tycks gå över av sig själv. Besvären kan återkomma med mycket varierande intervall, från dagar till månader och år. 
Denna akuta smärta som tycks komma från hjärtat kan göra en orolig och framkalla panik och dödsångest, eftersom det är lätt att tro att man drabbats av en hjärtattack eller något annat livshotande problem med just hjärtat. Samtidigt finns det flera lungrelaterade problem som har snarlika symptom, medan hjärtrelaterade problem ofta ter sig annorlunda.

## Diagnos
Diagnosticeringen av PCS grundar sig på den typiska symptombeskrivningen och uteslutande av andra förklarande orsaker. PCS saknar en svensk beteckning och tycks vara relativt okänt i Sverige vilket kan leda till att patienter saknar ett erkännande från vården och fortsätter vara oroliga över sin hälsa. 

## Symptom
Symptomen beskrivs ofta som:
- ont i hjärtat
- hugg i hjärtat
- stick i hjärtat
- elektrisk stöt i hjärtat
- en nerv i kläm i bröstkorgen vid hjärtat
- smärta vid inandning som tvingar en till ytlig andning
- smärta av att röra sig